# Selenia unilunaria
Selenia unilunaria är en fjärilsart som beskrevs av Eugen Johann Christoph Esper 1801. Selenia unilunaria ingår i släktet Selenia och familjen mätare. Inga underarter finns listade i Catalogue of Life.